# Leptochidium albociliatum
Leptochidium albociliatum är en lavart som först beskrevs av Jean Baptiste Desmazières, och fick sitt nu gällande namn av M. Choisy 1952. Leptochidium albociliatum ingår i släktet Leptochidium och familjen Massalongiaceae.   Inga underarter finns listade i Catalogue of Life.